# Bonka
Bonka es un videojuego de plataformas realizado por Micros en el año 1983.

## Objetivo
Claramente inspirado en el videojuego Space Panic el protagonista de este videojuego debe realizar agujeros en el suelo donde caerán los monstruos de la pantalla. Existe un nivel de oxígeno que limita el tiempo de vida del protagonista. El juego fue publicado para los ordenadores domésticos Commodore 64 y Dragon 32/64.